# Triumph TR2/3

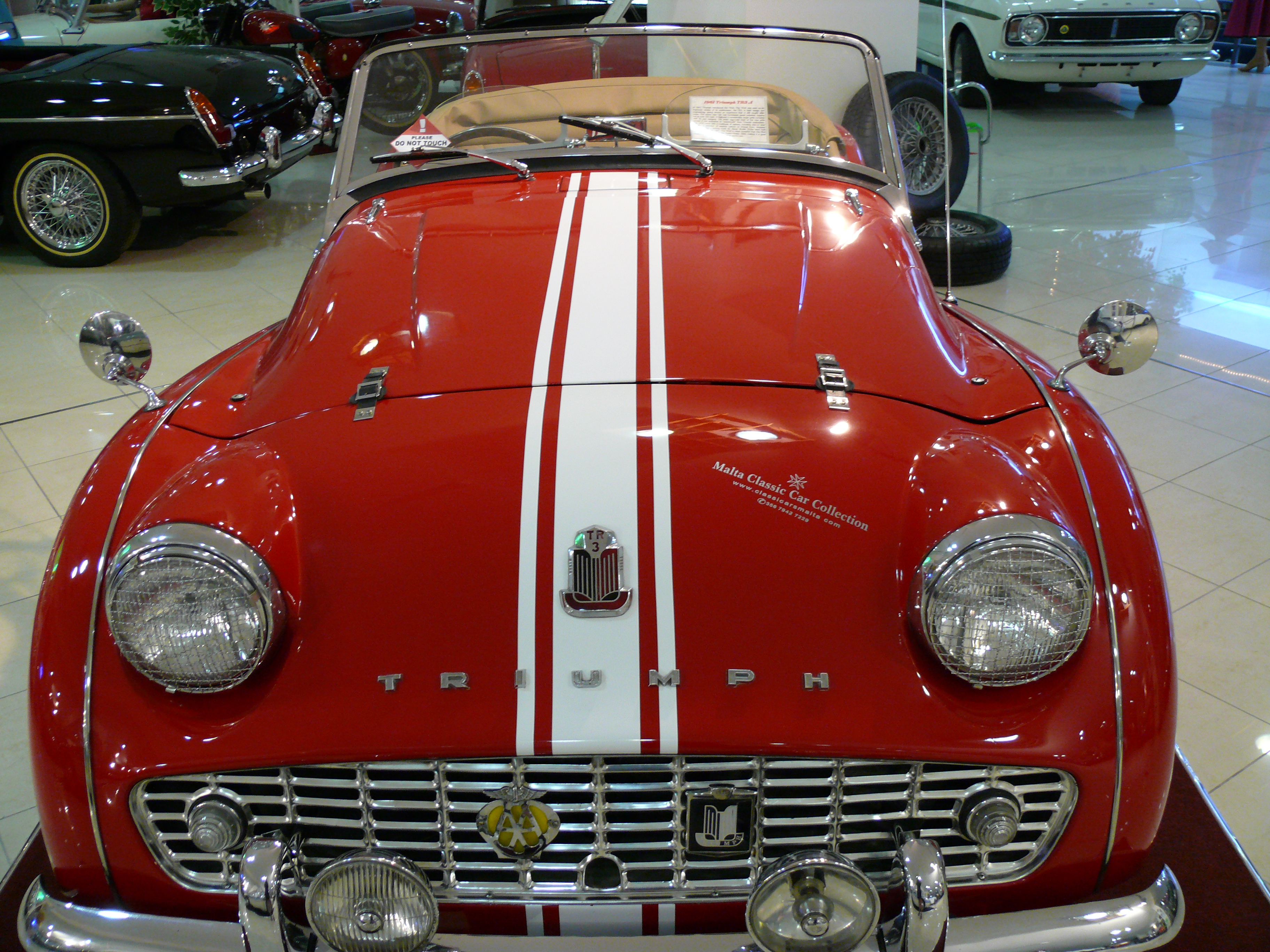
Triumph TR3A

Triumph TR2 původně vznikl k soupeření s konkurenčními vozy MG na výnosném poválečném trhu. Modely TR2 a TR3 se vyráběly od roku 1953 do roku 1962. Typu TR2 se vyrobilo 8 628 vozů a modelu TR3 celkem 71 613 vozů. Jejich nástupcem se stal automobil Triumph TR4.
Ředitel firmy Standard Triumph Sir John Black potřeboval dostupný sportovní vůz, který by nahradil stárnoucí model 2000. První prototyp s označením TS20 se objevil v roce 1952 na autosalonu v Londýně. O rok později se představil TR2. Jednoduchý sportovní automobil s řadovým čtyřválcem o objemu 1991 cm3 a výkonu 90 koní byl připojen k čtyřstupňové převodovce, poháněná byla zadní náprava. Maximální rychlost dosahovala 160 km/h nebo s rychloběhem, který se dodával za příplatek 173 km/h. Zrychlení z 0 na 100 km/h za necelých 12 s a spotřeba v každodenním provozu pod 11 l/100 km dělaly vozu dobrou reklamu. V roce 1955 se na základě modelu TR2 představil typ TR3. Vozy se od sebe lišily pouze minimálně. Rozšířila se pouze čelní maska a mřížka chladiče. Dále se zvýšil výkon na 100 koní. Příplatková verze GT nabízela pevnou střechu. V roce 1956 se vůz stal prvním sériově vyráběným vozem s předními kotoučovými brzdami! Dostal symbolická zadní sedadla a rychloběh. O rok později, v roce 1957 vzniknul model TR3A. Mřížka chladiče se
rozšířila do celé šířky masky. Dveře měly vnitřní kliky a objem se zvýšil na 2138 cm3.
Poslední model řady TR3B dostal zcela synchronizovanou převodovku, kterou převzal i jeho nástupce model TR4. TR3B se vyráběl pouze po export do Ameriky.